# قطعنامه ۱۱۵۵ شورای امنیت
قطعنامه ۱۱۵۵ شورای امنیت سازمان ملل متحد که در تاریخ ۱۶ مارس ۱۹۹۸ تصویب شد، سندی بین‌المللی دربارهٔ بررسی وضعیت در جمهوری آفریقای مرکزی است. این قطعنامه طی نشست ۳۸۶۰ام با ۱۵ رای موافق، ۰ مخالف و ۰ ممتنع تصویب شد.